# アトラス航空

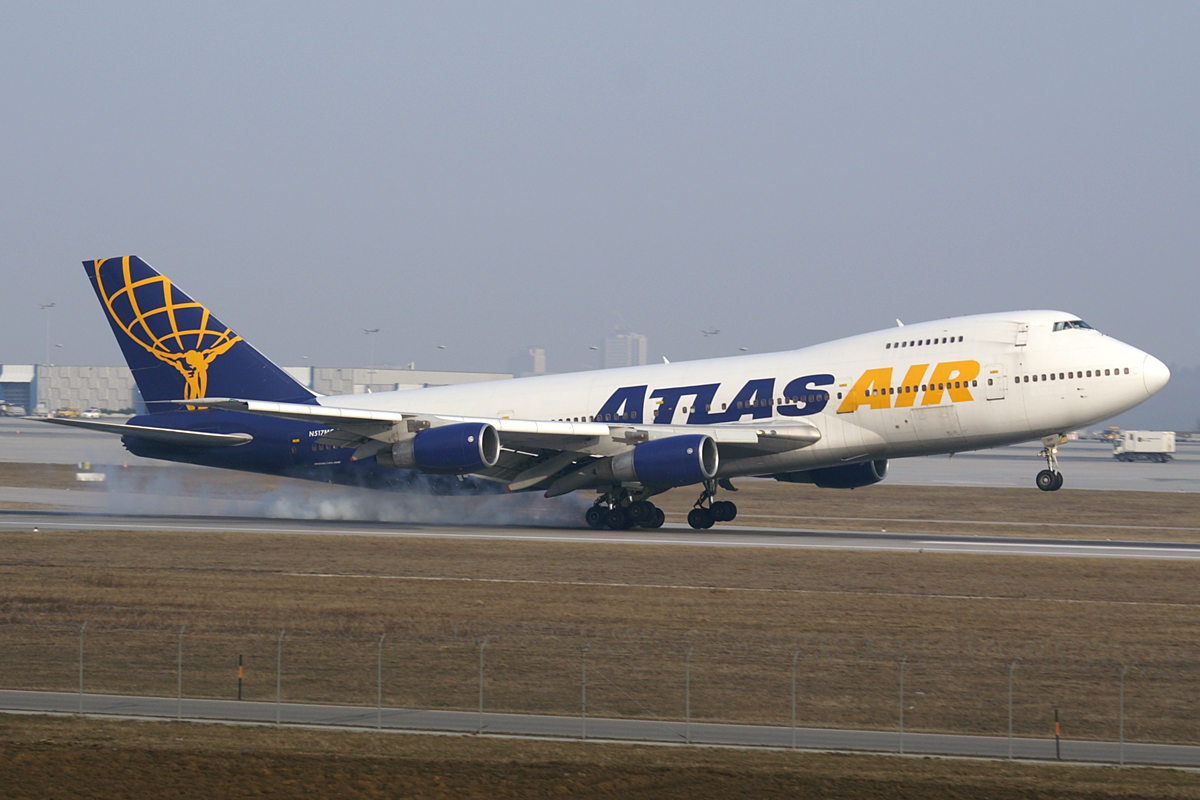
アトラス航空ボーイング747-200型機

アトラス航空（英語：Atlas Air）は、アメリカ合衆国ニューヨーク州のハリソン町に拠点を置く貨物航空会社である。ギリシア神話の神アトラースにちなんで、アトラス航空と名づけられた。
親会社のアトラスエア・ワールドワイド・ホールディングスが株式をNASDAQに上場している（NASDAQ: AAWW）。

## 歴史
- 1992年、運航を開始した。
- 1993年、チャイナエアラインとの提携運航を開始した。
- 1995年、上場取引を開始した。
- 1997年、ボーイング747-400F型機を10機発注した。
- 2004年1月30日、事実上破産し、連邦破産法第11章の適用を申請した。
- 2004年7月、再編計画を完了し、連邦破産法第11章の破産保護から脱却した。
- 2007年、エアフォースワンのパイロットの訓練に関して、米国空軍と複数年にわたる訓練契約を締結した。
- 2010年3月、ボーイング747-400を改造した大型特殊貨物機「ボーイング747LCF ドリームリフター」の運航契約を獲得した。
- 2011年、ボーイング747-8Fを北米の航空会社として初導入した。
- 2016年4月7日、サザン・エアを1億1,000万米ドルで買収した。
- 2016年5月5日、Amazon.comと、Amazon Airという新貨物航空サービスを設立するため、Amazon.comとボーイング767を20機リースする契約を発表した。
- 2021年1月、ボーイング747-8F型機4機を追加購入すると発表した。これらは、747が生産中止となったこともあり、全世界で最後に製造されたボーイング747となった。
- 2022年8月4日、投資家グループによって32億ドルで買収されることに合意した。
- 2023年1月31日、世界で累計1,574機目で、最後のボーイング747型機となる、ボーイング747-8F「登録番号：N863GT」を受領した。ボーイングが製造した最後のB747として、この機体は前面と右側に747の設計者であるジョー・サッターのデカールと「forever incredible」の文字が描かれている。

## 運用実態

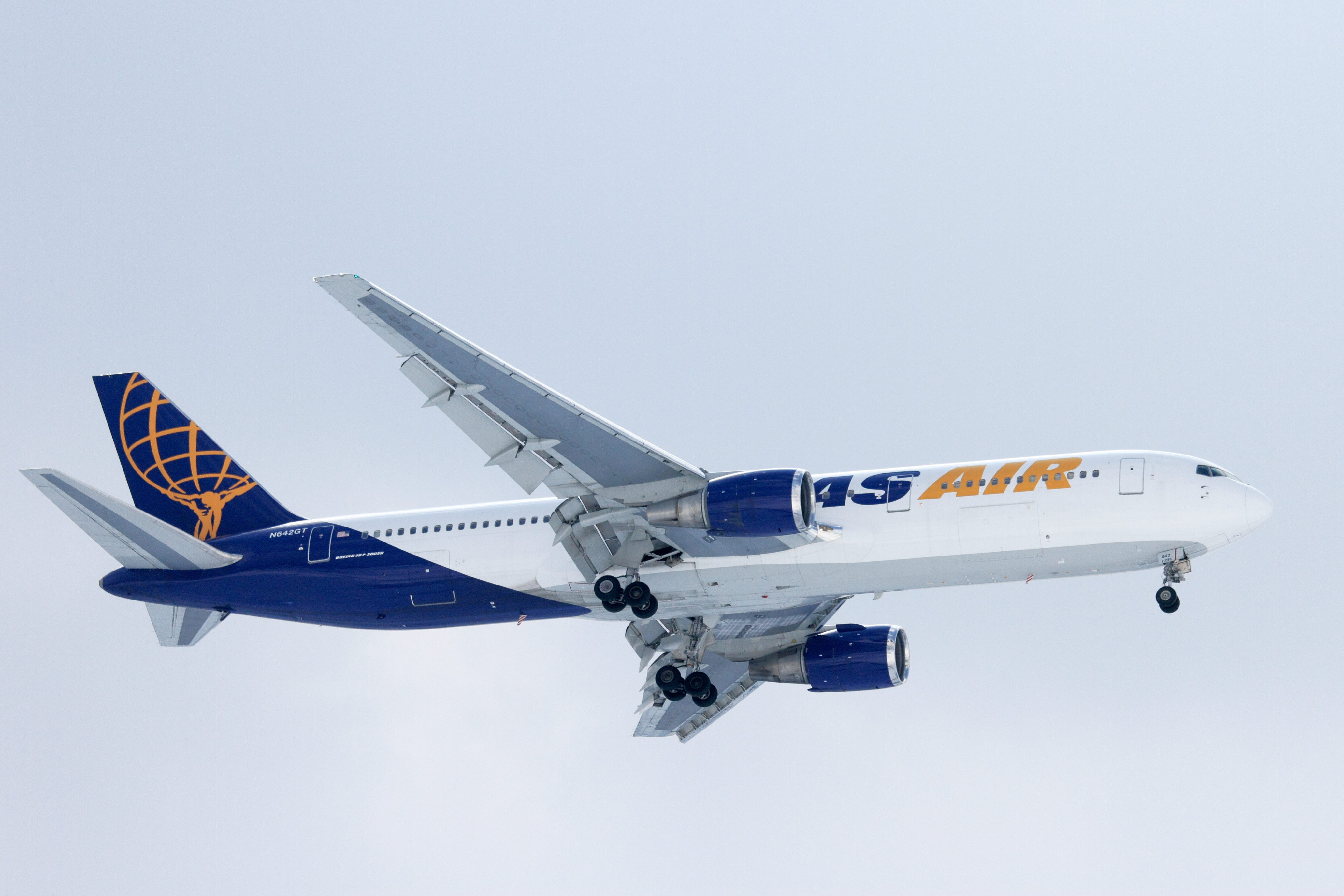
三沢飛行場で撮影された、アトラス航空のボーイング767-300ER型機

運航を開始した1990年代から、欧米や日本などで運用されていた旅客用のボーイング747を大量購入し、貨物機へ転用して運用している。2000年代に入ると、新造の747-400F型機も導入している。また、2010年代からは他社から-400フレイターを導入し、747クラシックを全て退役させた。747が多数を占めるが、ボーイング767なども保有している。
数多くの企業とパートナーシップを結んでおり、キューネ・アンド・ナーゲルやフレックスポート、エーペックス・ロジスティクス、アリババグループなどのフォワーダーから、カンタス航空や日本貨物航空といった航空会社の貨物便委託を受けている。例えば、Amazon.comの専用輸送機『Amazon One』（767-300）など、一部の機材にはパートナーシップ企業のロゴが入っており、この機材は原則として特定の路線、特定の便のみで運航されるが、機体整備などの際は通常塗装の機材で運航される。
上記のような民間輸送のほか、米軍関係の軍事輸送も行っており、日本の横田基地などの米軍基地にも、バイ軍チャーター便として飛来することがある。

### 旅客チャーターの参入
これまで貨物機のみを運用してきたが、近年はVIP仕様のボーイング747-400、ボーイング767-300ERを保有し、旅客チャーター便の運航を開始している。（VIP機材の中には、元日本航空のJA8077,8088や元全日本空輸のJA404A,405Aが含まれている）必要に応じて757、767、777クラスも今後導入が予定されている。
実際、2025年3月に行われたMLB東京シリーズ2025では、大谷翔平などの在籍するロサンゼルス・ドジャースが、アトラス航空のVIP仕様のボーイング747-400(機体番号：N263SG)で、羽田空港に来日しており、元全日本空輸の機体だったこともあって、話題を呼んだ。（相手のシカゴ・カブスはユナイテッド航空の機体をチャーターして来日した）

## 日本との関係
日本では東京国際空港、成田国際空港、中部国際空港、関西国際空港、横田基地、嘉手納基地に飛来しているほか、最近では鹿児島空港、北九州空港にも飛来する機会がある。
愛知県で製造されたボーイング787型機の主翼部品運搬のために、開港以来約10年間中部国際空港へ定期的に飛来し続けている、ボーイング社保有の747-400LCF（ドリームリフター）の運航も担当している。

## 保有機材
現在のアトラスグループ保有機数は109機である。
このうち、アトラス航空で運用される機材は以下の航空機で構成される（2022年現在）：
- ボーイング737-800BCF  8機  (全機アマゾン・エアからのリース)
- ボーイング747-400F  35機　（うち4機がBDSF型。他4機は日本貨物航空等からの移籍機でN40*KZのレジ機が元NCA機である。最近ではポーラーエアカーゴから5機、シルクウェイウエスト航空から2機が移籍してきた。シルクウェイウエスト航空機に関しては、元々マレーシア航空の貨物部門MAS Kargoが導入したため、カスタマーコードがH6を持つ。）
- ボーイング747-400LCF（ドリームリフター）  4機（全機ボーイングからの受託で、2010年8月にエバーグリーン航空から移籍）
- ボーイング747-400  6機 (1機ストア)
- ボーイング747-8F  12機
- ボーイング767-300/300ER 6機 (2機ストア)
- ボーイング767-300F/300BCF  20機 (18機はアマゾン・エアで運用)
- ボーイング777F 2機 (1機はMSC Air Cargo塗装、もう1機はノータイトルで運航)

ちなみに、ボーイング747-8Fも12機を発注したが、初期製造にあたる3機の発注を取り消し9機の導入へ変更された。その後新型コロナウイルスの流行による貨物需要の好調もあり、4機の発注を行なった。ボーイングは747型機の製造完了を2022年と決めており、この4機が本シリーズ最終導入機となる。そして2023年1月31日に最終号機のN863GTが引き渡され、747シリーズの製造は全て終了した。
フロリダ州マイアミにあるアトラス航空乗務員訓練所では、自社パイロットの訓練だけでなく、アメリカ空軍第89空輸航空団（メリーランド州アンドルーズ空軍基地）から政府専用機パイロットの訓練も委託されているほどの信頼と実績もある。
なお、同社が発注したボーイング社製航空機の顧客番号（カスタマーコード）は7Uで、航空機の形式名は747-47UF, 747-87UF などとなる。
かつてはボーイング747型機のクラシックと呼ばれる100,200,300型機を運用した。200型機の中には元全日空機、タイ国際航空機、アリタリア-イタリア航空機、300型機はヴァリグ・ブラジル航空機も存在していた。

## 画像

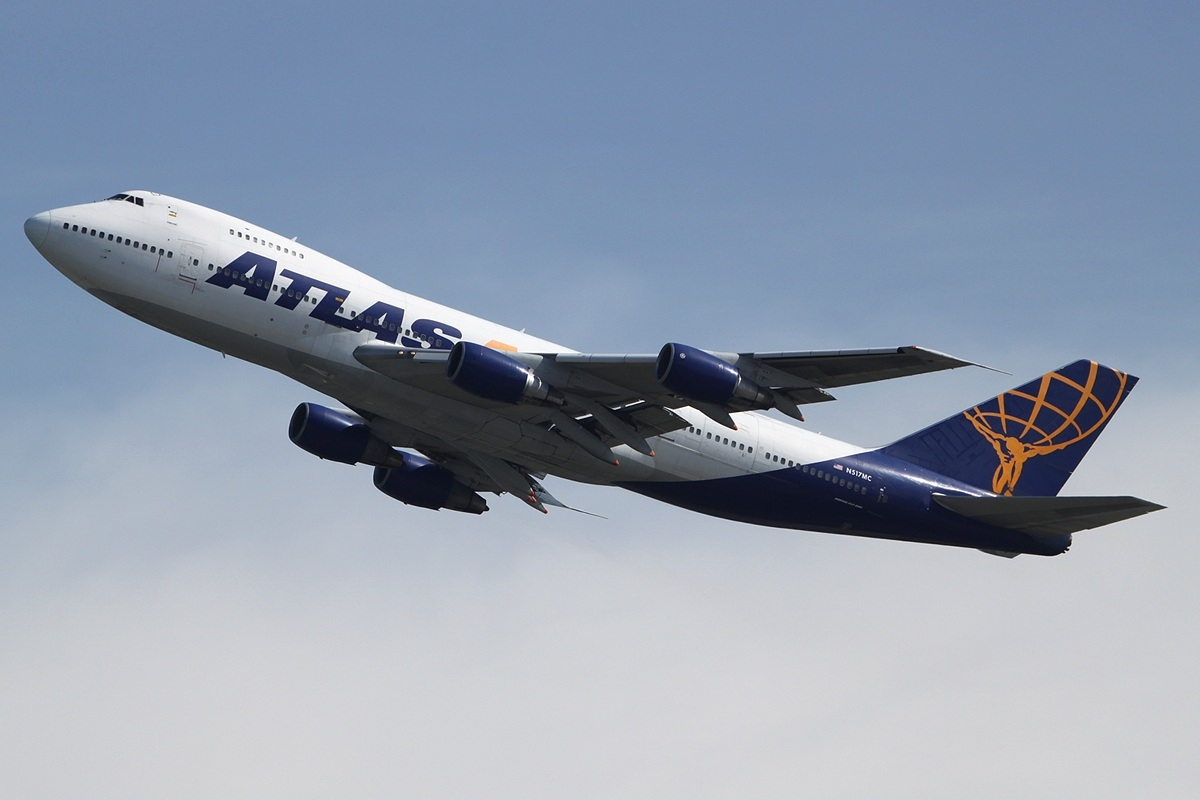
ボーイング747-200 （元・アリタリア航空）
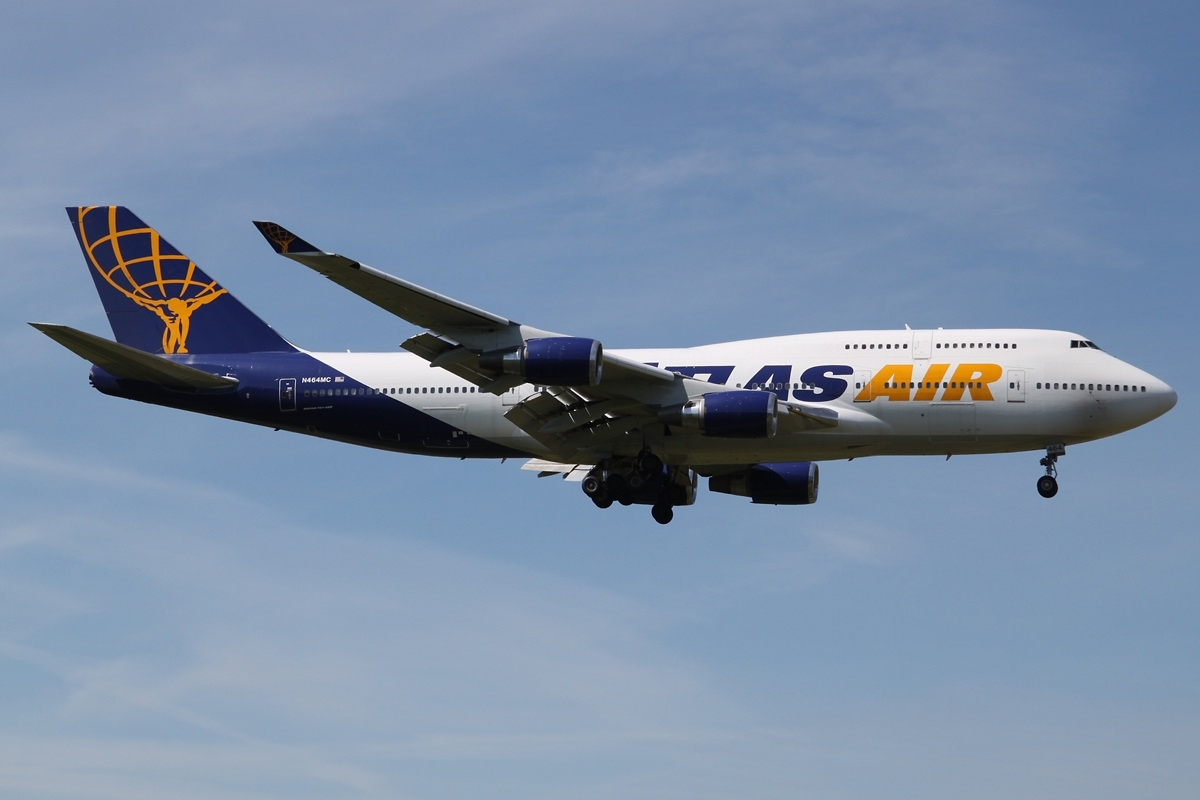
ボーイング747-400 （元・日本航空）
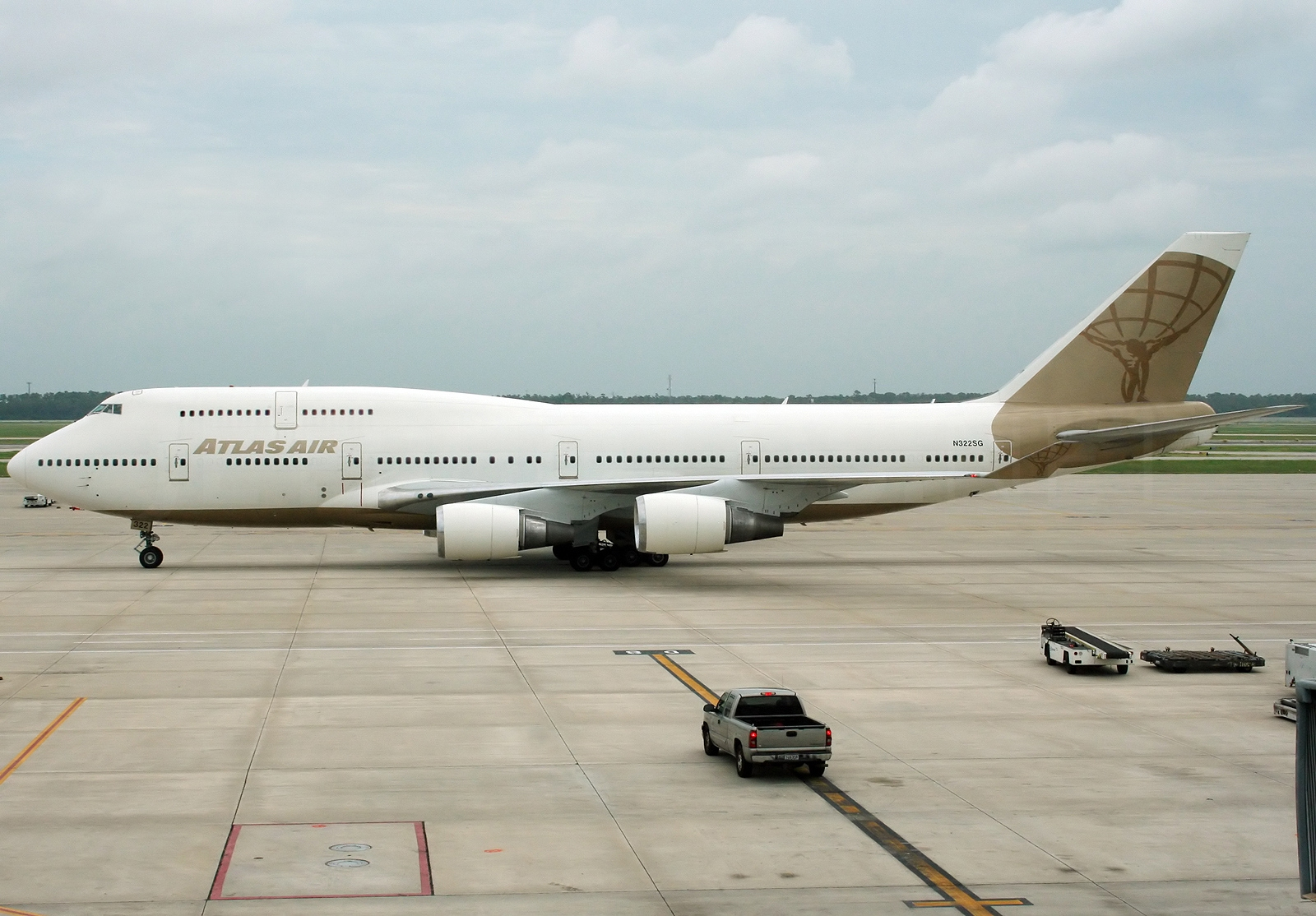
ボーイング747-400 （元・全日空）
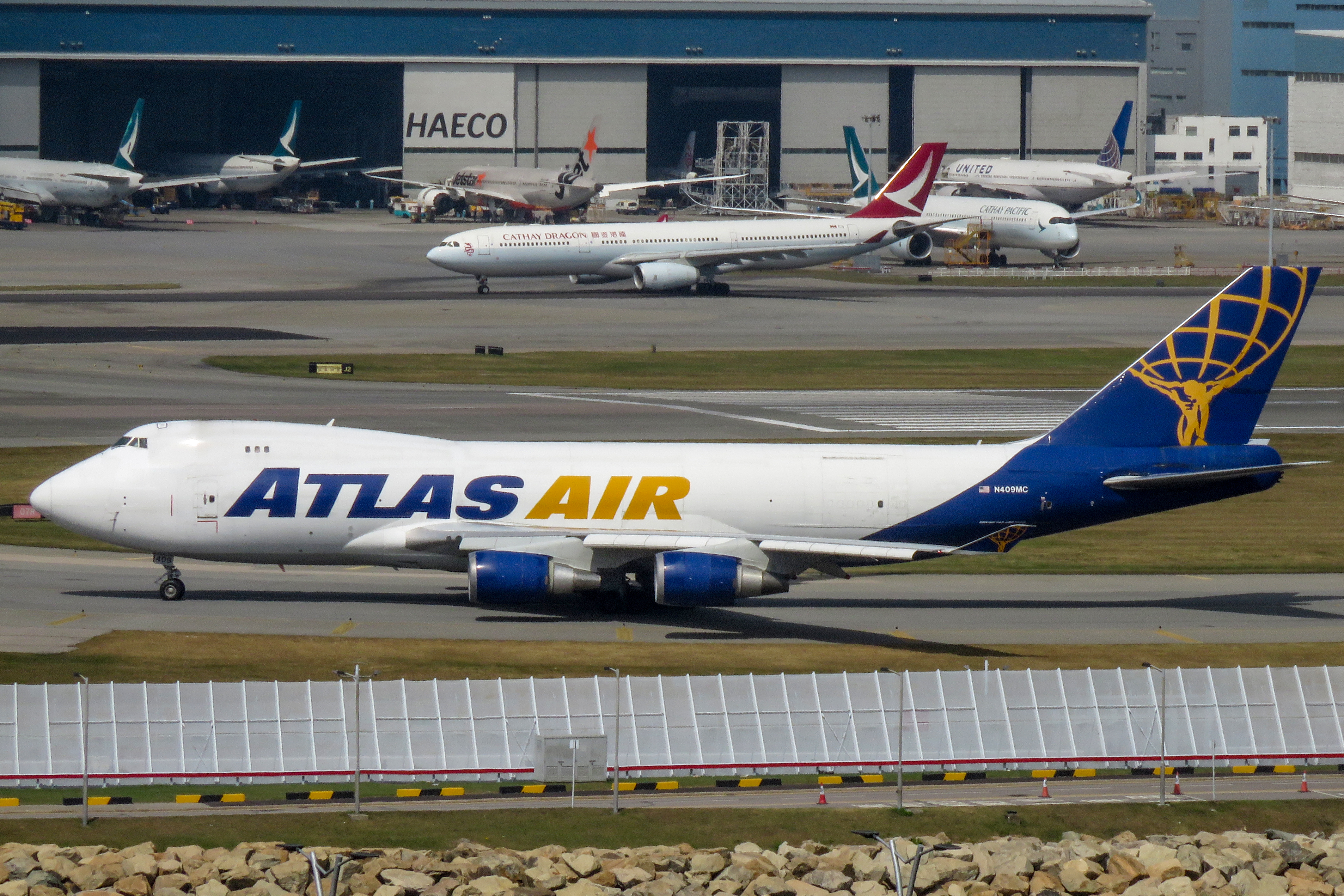
ボーイング747-400F
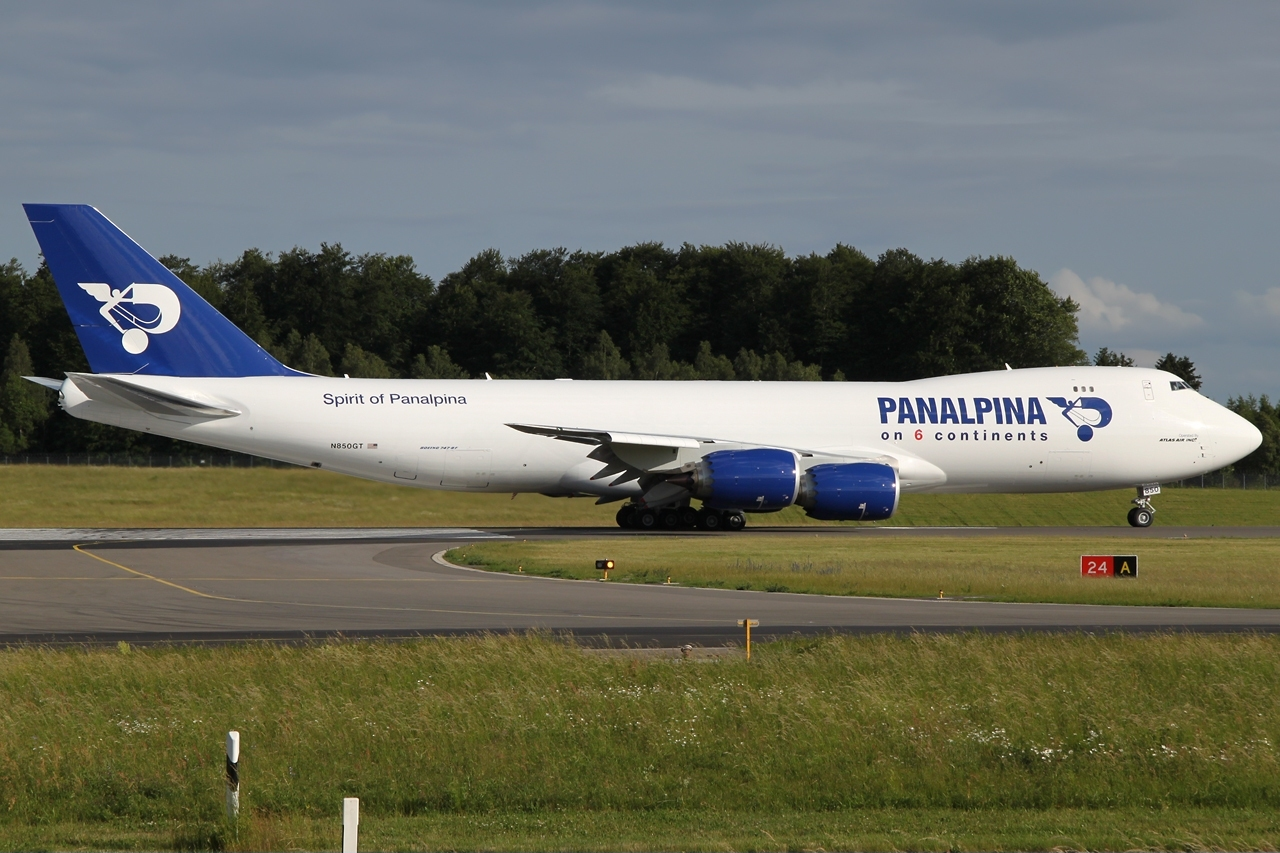
ボーイング747-8F （パナルピナ（英語版）塗装）

## 事故
2019年2月23日、アトラス航空3591便(ボーイング767-300F、マイアミ国際空港発ヒューストン国際空港行きのアマゾン専用機)が、テキサス州でアプローチ中に墜落。乗員3人は全員死亡。原因は着陸復航モードの誤った作動に対して副操縦士が不適切な反応をしたことであるとされた。